# スコミ・レール

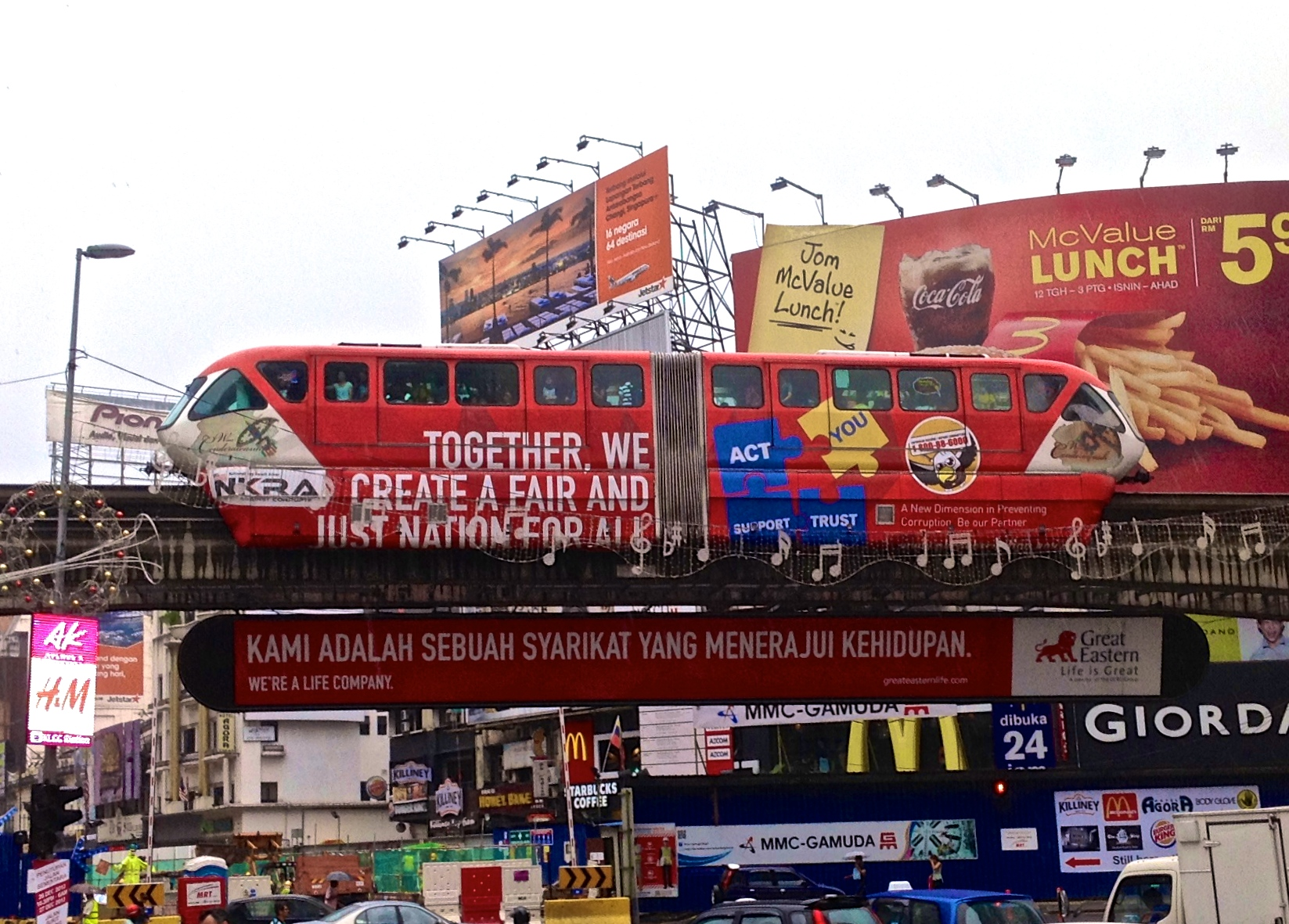
スコミ・レールによって建設されたKLモノレール

スコミ・レール（英: Scomi Rail）は、マレーシアにあるスコミ・グループの子会社である。以前はMトランス (MTrans) およびモノレール・マレーシア (Monorail Malaysia) と呼ばれていた。
モノレールに特化した鉄道車両メーカーであり、低コストでモノレールシステム全体を構築できる技術を持っている。

## 事業

### 運行中
- KLモノレール - クアラルンプール（マレーシア）
- ムンバイ・モノレール（英語版） - ムンバイ（インド共和国）

### 建設中
- プトラジャヤ・モノレール（建設中断） - プトラジャヤ（マレーシア）
- サンパウロ・モノレール - 17号線（ゴールド線）、18号線（ブロンズ線） - サンパウロ（ブラジル連邦共和国）[1]
- マナウス・モノレール - マナウス（ブラジル連邦共和国）[2]